# Andy Schmid (balonmanista)
Andy Schmid (Horgen, 30 de agosto de 1983) es un exjugador de balonmano suizo que jugaba como central. Su último equipo fue el HC Kriens. Fue un componente de la selección de balonmano de Suiza.
Fue nombrado en 2014, 2015, 2016, 2017 y 2018 como el mejor jugador de balonmano de la Bundesliga.
Con Suiza logró debutar en un Europeo en el Campeonato Europeo de Balonmano Masculino de 2020, mientras que en 2021 hizo lo propio en el Campeonato Mundial de Balonmano Masculino de 2021.

## Palmarés

### ZMC Zürich
- Liga de Suiza de balonmano (2): 2008, 2009

### Rhein-Neckar Löwen
- Liga de Alemania de balonmano (2): 2016, 2017
- Copa EHF (1): 2013
- Supercopa de Alemania de balonmano (1): 2017
- Copa de Alemania de balonmano (1): 2018

### HC Kriens
- Copa de Suiza de balonmano (1): 2023

## Clubes
- Grasshopper Club Zürich (2004-2007)
- ZMC Amicitia Zürich (2007-2009)
- Bjerringbro-Silkeborg (2009-2010)
- Rhein-Neckar Lowen (2010-2022)
- HC Kriens (2022-2024)